# Alfons Barth
Alfons Barth (* 13. November 1913 in Aarau; † 9. September 2003 ebenda) war ein Schweizer Architekt.

## Leben
Alfons Barth wuchs in der Solothurner Gemeinde Schönenwerd auf. Mit 15 Jahren begann er dort eine Lehre als Bauzeichner im väterlichen Architekturbüro, welche er 1931 abschloss. Von 1931 bis 1934 besuchte er das Technikum in Burgdorf. Danach war er Mitarbeiter in verschiedenen Architekturbüros, unter anderem bei Ernst Mühlemann, und besuchte daneben noch Kurse in der Regional- und Landesplanung. 1939 heiratete er Alice Oppliger, die Tochter eines Malers. Nach dem unerwarteten Tod seines Vaters 1940 übersiedelte er nach Schönenwerd und eröffnete sein eigenes Architekturbüro. Neben der Abarbeitung der Aufträge seines Vaters Emil Barth erhielt er Aufträge vor allem für Eigenheime.

## Barth und Zaugg
Ab 1943 begann mit Hans Zaugg, mit dem Gewinn des engeren Wettbewerbs der Zentralbibliothek Solothurn eine langjährige Zusammenarbeit im Büro Barth und Zaugg in Aarau, Olten und Schönenwerd. Daneben bauten beide Architekten aber auch eigenständige Projekte, Barth etwa Eigenheime, Mehrfamilienhäuser und Siedlungen in Schönenwerd sowie öffentliche Bauten, Werke im Stile einer gemässigten (ersten) Nachkriegsmoderne, die man in der Schweiz oft mit Landistil bezeichnet.
Wegweisend für sein Schaffen im Sinne einer Neuausrichtung und Radikalisierung war das Zusammentreffen mit Mies van der Rohe und Philip Johnson in New York Ende 1954. Barth sah in der Beschäftigung mit Mies’ amerikanischem Werk Prinzipien der konstruktiven Logik, des formalen Aufbaus verwirklicht, mit denen er sich vorher schon beschäftigt, die aber nun bestimmend für seine Berufspraxis wurden. Während seiner Karriere konnte Alfons Barth zahlreiche nationale und internationale Wettbewerbserfolge verzeichnen. Zusammen mit seinen Kollegen Hans Zaugg, Max Schlup, Franz Füeg und Fritz Haller prägte Alfons Barth eine Strömung der Schweizer Nachkriegsarchitektur, die unter dem Namen «Solothurner Schule» bis heute bekannt ist. Innerhalb dieser Architektengruppe gab es bei allen Unterschieden starke Gemeinsamkeiten. Dazu gehört die Betonung einer geometrischen Ordnung und die Vorliebe für zeitgemässe Materialien wie Stahl und Glas.
Der Nachlass von Alfons Barth liegt im gta-Archiv in Zürich.

## Werke (Auswahl)
eigene Arbeiten, Büro Schönenwerd
- Mehrfamilienhaus Roth, Schönenwerd 1940–41
- Haus Huber, Schönenwerd 1941–42
- Doppelhaussiedlung Hubelacker, Schönenwerd 1943–45
- Eigenheim A. Barth, Schönenwerd 1946–48 (Erweiterung 1960)
- Haus Schär, Rupperswil 1950–1951
- Haushaltsschule und Turnhalle, Schönenwerd 1952–1953
- Siedlung Kalberweidli, Niedergösgen 1954–1956 (Mobiliar Fritz Haller)
- Karosserie Graber, Ausstellungshalle, Wichtrach 1955–57
- Gemeindehaus, Schönenwerd 1957
- Haus Trümpy, Hägendorf 1962–1964
- Haus Junker, Schönenwerd 1964–1965
- Eigenheim Barth, Niedergösgen 1968–1969
- Schulhaus Feld, Schönenwerd 1968–1972
- Verwaltung Schenker Storen, Schönenwerd 1969–1971, 1988
- Lagerhaus Schöntalhof, Rupperswil 1970–1972
- Alters- und Pflegeheim, Schönenwerd 1975–1978 (mit Hans von Weissenfluh)
- Informationspavillon KKW, Leibstadt 1991–1994

Büro Barth und Zaugg, Büro Aarau
- Kantonsbibliothek, Solothurn, Wettbewerb II 1942, 1. Preis (nicht ausgeführt)
- Ortsplanung, Dornach SO / Arlesheim BL Wettbewerb 1945, 1. Preis
- Schule, Grenchen 1945–48
- Primarschule, Niedergösgen 1945–53
- Verwaltungsgebäude Aare-Tessin AG und Hauptpost, (ATEL) Olten 1946–1953, 1978
- Ortsplanung, Muri, Wettbewerb 1947, 1. Preis
- Schulhaus, Döttingen 1948–1949
- Landwirtschaftsschule, Gränichen 1948–1957
- Ortsplanung, Langenthal, Wettbewerb 1949, 1. Preis (mit Willi Marti)
- Wohnbauten, Arzthäuser, Höhenklinik Allerheiligenberg 1949–1952
- Berufsschule, Olten 1949–1954 (mit Oskar Bitterli)
- Bezirksschulhaus Fuchsrain, Möhlin 1952–1960
- Kirchgemeindehaus, Aarau 1954–1959
- Primarschule, Rothrist 1957–1961
- Schule Scheibenschachen, Aarau 1961–1963
- Schwesternhaus Königsfelden, Windisch 1960–1964
- Kantonsschule Steinmannhaus, Aarau 1961, 1967–1969
- Abschlussklassenschule Auen, Frauenfeld 1962–1968
- Sälischulhaus, Olten 1964–1968
- Mifa Mehrfamilienhäuser, Buchs 1964–1966
- Abdankungshalle Rosengartenweg, Aarau 1964–1968
- Mehrfamilienhaus Oberdorfstrasse, Buchs 1966–1967
- Postgebäude, Suhr 1968–1970
- Postgarage Telli, Aarau 1970–1978
- Schweizer Buchzentrum, Hägendorf 1972–1975, 1987
- Ausbildungsstätte SBB Löwenberg, Murten 1975–1982 (mit Fritz Haller)
- VEBO Behindertenzentrum, Oensingen 1976–1984
- Gemeindehaus, Däniken 1975–1977
- Schule und Mehrzweckanlage Steinmattstrasse, Oberbuchsiten 1977–1983
- Behindertenheim Juraweg, Staufen 1979–1981
- Um- und Anbau Hauptpost, Aarau 1980–1988
- Erweiterung Kantonsschule Zelgli, Aarau 1984–1989
- Erweiterung Kantonsschule (Bibliothek, Mediothek, Mensa), Solothurn 1984–1991 (weitere Erweiterungsbauten von Fritz Haller)